# Langues japoniques péninsulaires
Les langues japoniques péninsulaires, continentales ou langues para-japoniques sont un groupe hypothétique de langues japoniques anciennement parlées dans le centre et le sud de la péninsule de Corée. Leur existence est reconnue par la majorité des linguistes. Ce groupement s'oppose aux langues japoniques insulaires, qui regroupent le japonais et les langues ryukyu.
La plupart des indices proviennent des noms de lieux du chapitre 37 du Samguk sagi, principalement issus des territoires conquis par le royaume de Silla au Xe siècle, dont certains ont été rapprochés aux langues japoniques.
Elles auraient cohabité avec les langues han coréaniques.

## Cognats possiblement japoniques

### Jinhan/Silla
Des historiens chinois ont listé quelques mots dans le Wei Zhi (chapitre 30) des Chroniques des Trois Royaumes et dans le chapitre 54  du Livre des Liang provenant de Jinhan et de Silla. Si la plupart des mots semblent avoir des origines coréaniques, certains ressemblent aux langues japoniques.
- 牟羅 mura 'établissement' comparé au vieux japonais mura 'village'.

Par ailleurs, le chapitre 34 du Samguk sagi liste des anciens toponymes du royaume de Silla et les noms des deux caractères sino-coréens standardisés assignés lors du règne du roi Gyeongdeok. Beaucoup des noms antérieurs à cette réforme ne peuvent pas être une dérivation coréanique, mais peuvent être des mots japoniques.
- Certains contiennent l'élément 彌知 miti comparé au vieux japonais mi1ti 'direction, route'

### Byeonhan/Gaya
Des transcriptions phonographiques en sinogrammes des noms de douze établissements dans la confédération de Byeonhan ont été données dans les Chroniques de Trois Royaumes.
- Le suffixe *-mietoŋ ⟨彌凍⟩, qui a été comparé avec le moyen coréen tardif mith et le proto-japonique *mətə, les deux signifient 'base, bas'. Samuel Martin suggère qu'il s'agit cognat (mot apparenté)
- Le suffixe *-jama ⟨邪馬⟩ a été comparé avec le mot proto-japonique *jama 'montagne'[9]

Un mot seulement a été explicitement attribué à la langue de la confédération de Gaya, qui a succédé à Byeonhan dans le Samguk sagi (chapitre 44):
加羅語謂門為梁云。

'Dans la langue de Gaya, le mot pour "pont" est 梁.'
Le caractère "梁" était utilisé pour transcrire le mot sillan twol 'crête'. Les philologistes pensent donc que ce mot avait une prononciation semblable.
- Ce mot a été comparé au vieux japonais  to1 'pont, porte'

### Goguryeo
Le chapitre 37 du Samguk sagi contient une liste de toponymes avec leur prononciation et leur signification des territoires du centre de la Corée annexés par Silla à Goguryeo. Les prononciations sont données à l'aide de sinogrammes, donc il est difficile de les interpréter. Les toponymes sont d'origine coréanique, japonique ou toungouse. La plupart des toponymes d'origine japonique sont situés au Sud de la rivière Han. Certains chercheurs pensent que ces noms sont le reflet de la langue du peuple qui a été conquis par Goguryeo (pseudo-goguryeo), pas celle de Goguryeo lui-même.

### Mahan/Baekje
Le chapitre 54 du Livre des Liang liste quatre mot de Baekje, dont deux ont été comparés au vieux japonais. Ceci pourrait refléter d'une ancienne langue japonique parlée dans cet État. Voici les comparaisons:
- 固麻 kuHmæ 'forteresse dirigeante' comparé au vieux japonais ko2m- 'mettre à l'intérieur'
- 檐魯 yemluX 'établissement' comparé au vieux japonais ya 'maison' and maro2 'cercle'

### Tamna
Une forme ancienne du nom du royaume de Tamna (sur l'île de Jeju), tammura (躭牟羅) a été mentionnée dans le Livre des Sui (chapitre 81). Vovin affirme que ce nom a une origine japonique et peut-être rapproché de tani mura 'établissement dans la vallée' ou de tami mura 'l'établissement du peuple',. L'ancien nom du village de Gamsan, situé dans le Sud-Ouest de Jeju, est 神山 'montagne divine'. Vovin suggère que la première syllabe est un cognat japonique du vieux japonais kami2 'déité'.
Le jeju est une langue coréanique, mais il est possible qu'elle ait un substrat japonique.
- Le mot familier kwulley  'bouche' a été comparé au proto-japonique *kutu-i 'bouche'

## Classification interne
- langues japoniques péninsulaires
  - cin-han japonique
  - karak japonique
  - pseudo-koguryŏ
  - paekche japonique
  - t'amna (?) (Vovin le rapproche du japonique insulaire[17])

## Possibles preuves archéologiques
La culture Yayoi aurait introduit les langues japoniques sur l'archipel japonais entre le VIIe et le IIIe siècle avant J.-C. depuis la Corée,.
Whitman et Miyamoto ont fait des parallèles entre la culture Mumun, où la culture de riz a été introduite vers 1500 avant notre ère, et la culture Yayoi du Nord de Kyūshū (associée aux langues japoniques),. En effet, ces deux cultures partagent le riz, le type d'architecture, la céramique, et l'outillage,.
Les chercheurs pensent que les locuteurs du proto-japonique ont migré de la culture Mumun vers l'archipel, se sont mélangés avec le peuple de la culture Jōmon et auraient fondé la culture Yayoi.
Whitman affirme que les locuteurs des langues coréaniques ont migré depuis le Nord de la Corée depuis la culture du poignard de bronze vers -300. Vovin et Unger les associent plutôt avec les nomades guerriers de Mandchourie,. Robbeets et Janhunen suggèrent que les langues coréaniques proviennent du royaume de Silla, qui les aurait imposées au détrimant des langues para-japoniques (dans le cas de Robbeets, les langues buyeo, et dans le cas de Janhunen, le baekje) de Baekje et de Goguryeo,.

## Comparaison lexicale
Vovin (2017) compare certains glosses de langues japoniques péninsulaires à des mots de langues japoniques insulaires.
| français                 | vieux japonais                                 | proto-ryūkyū             | proto-japonique insulaire | pseudo-koguryŏ | jinhan/silla japonique | paekche japonique | karak/gaya japonique                                       | chejudo japonique |
| ------------------------ | ---------------------------------------------- | ------------------------ | ------------------------- | -------------- | ---------------------- | ----------------- | ---------------------------------------------------------- | ----------------- |
| trois                    | mî-tu6                                         | *mi-tu                   | *mi-tu                    | *mit           |                        |                   | *mit                                                       |                   |
| cinq                     | itu                                            | *itu                     | *itu                      | *yuci          |                        |                   |                                                            |                   |
| sept                     | nana                                           | *nana                    | *nana                     | *nanɘn         |                        |                   |                                                            |                   |
| dix                      | töwo                                           | *too                     | *tɘwɘ                     | *tɘk           |                        |                   |                                                            |                   |
| vallée                   | tani                                           | *tani                    | *tani                     | *tan           |                        |                   |                                                            |                   |
| eau                      | mî-ndu                                         | *me-nzu                  | *me                       | *mɛ            | *mɛ 'rivière'          |                   | *mɛ                                                        |                   |
| poireau                  | mîra                                           | Hirara mizza8            | *mera                     | *mɛl           |                        |                   |                                                            |                   |
| lièvre                   | husaŋgî (en vieux japonais oriental : wosaŋgî) | *Osaŋgî9                 | *wosaŋgi                  | *osegam        |                        |                   |                                                            |                   |
| bouche                   | kuti ~ kutu-                                   | *kuti                    | *kutuy                    | *kuci          |                        |                   |                                                            | kulle             |
| banc                     | pê                                             | --                       | *pia                      | *piet          |                        |                   |                                                            |                   |
| plomb                    | namari                                         | *namari                  | *namari                   | *namut         |                        |                   |                                                            |                   |
| profond                  | puka(-si)                                      | *puka-sa-N               | *puka                     | *pot-se10      |                        |                   |                                                            |                   |
| entrer                   | ir-                                            | *ir- ~ *i-               | *ir-                      | *i-11          |                        |                   |                                                            |                   |
| adjectif fini/attributif | -si                                            | --                       | *-se/i                    | *-se           |                        |                   |                                                            |                   |
| Je                       | a                                              | *a                       | *a                        |                | *a                     |                   |                                                            |                   |
| Tu                       | na                                             | *na (plutôt honorifique) | *na                       |                | *da                    |                   |                                                            |                   |
| marqueur du génitif      | -nö [nɘ]                                       | -nu                      | *-nɘ                      |                | *-nɘ                   |                   |                                                            |                   |
| adnominal d'une copule   | -n-ö [nɘ]                                      | -n-u                     | *-n-ɘ                     |                | *-n-ɘ                  |                   |                                                            |                   |
| adjectif fini/attributif | -si                                            | --                       | *-se/i                    |                | *-se                   |                   |                                                            |                   |
| mère                     | vieux japonais oriental : amo14                | --                       | *amo                      |                | *amo                   |                   |                                                            |                   |
| clair                    | satô- 'éclairé'                                | --                       | *sato 'éclairé'           |                | *sat                   |                   |                                                            |                   |
| route                    | mîti                                           | *miti                    | *miti                     |                | *miti                  |                   |                                                            |                   |
| force                    | ti (dans les composés)                         | ti (dans les composés)   | *ti                       |                | *ti                    |                   |                                                            |                   |
| tigre                    | tôra                                           | --                       | *tora                     |                | *tora                  |                   |                                                            |                   |
| devant                   | tura                                           | --                       | *tura                     |                | *tura                  |                   |                                                            |                   |
| intime                   | mutu                                           | --                       | *mutu                     |                | *mutuŋ                 |                   |                                                            |                   |
| forteresse               | kömë- 'enfermer'                               | *kume-                   | *kɘmay- 'enfermer'        |                |                        | *kuma             |                                                            |                   |
| établissement            | *ya-marö 'lotissement'                         | --                       | *ya-maro                  |                |                        | *yamru            |                                                            |                   |
| ours                     | kuma                                           | *koma                    | *koma                     |                |                        |                   | *koma (peut aussi être comparé au proto-coréanique *kwomʌ) |                   |
| déité                    |                                                |                          |                           |                |                        |                   |                                                            | kam-              |
| peuple                   |                                                |                          |                           |                |                        |                   |                                                            | tam-              |
| village                  |                                                |                          |                           |                |                        |                   |                                                            | -mura             |

Vovin note que les langues japoniques insulaires possèdent des emprunts d'origine austronésienne, absents dans les langues japoniques péninsulaires. Ces emprunts proviendraient peut-être du kumaso et de l'hayato (les langues parlées par les Kumaso et les Hayato respectivement, anciennement présents au Sud de l'île de Kyūshū), dont on ne sait presque rien.